# Stazione di Benevento
La stazione di Benevento è la principale stazione ferroviaria della città di Benevento e svolge funzione di interscambio tra diverse linee: una a carattere nazionale, la Napoli-Foggia e le altre a carattere regionale, per Campobasso (autosostituita e attiva per soli usi turistici), per Avellino (temporaneamente autosostituita) e per Cancello via Valle Caudina (temporaneamente autosostituita e al cui capolinea la stazione è raccordata).

## Storia
L'apertura della stazione risale alla fine dell'Ottocento (18 aprile 1868).
L'attuale fabbricato viaggiatori, dopo la distruzione della precedente durante i bombardamenti alleati del 1943 nella seconda guerra mondiale, fu completato nel 1950. Nel 1953 avvenne un grave incidente ferroviario con deragliamento nella stazione.

## Strutture e impianti
Il fabbricato viaggiatori è formato da un corpo centrale che ospita 5 grosse vetrate ad arco e due corpi laterali. Al livello inferiore di questo fabbricato vi sono i servizi per i passeggeri, mentre a quello superiore trovano posto uffici di Trenitalia. È presente anche una sede Polfer.
All'interno si contano 5 binari passanti, più 1 tronco in direzione Napoli, per un totale di 6 binari, per il servizio passeggeri: al servizio dei binari passanti vi sono tre banchine con pensiline ed unite tramite sottopassaggio.
La stazione di Benevento è dotata anche di uno scalo merci con diversi binari, sia tronchi che passanti. È presente una rimessa per locomotive Diesel.
Era presente anche un breve raccordo ferroviario, ora disconnesso dalla rete, nei pressi della stazione, che la collegava alla Manifattura Tabacchi, usato fino a metà anni 1990.

## Movimento

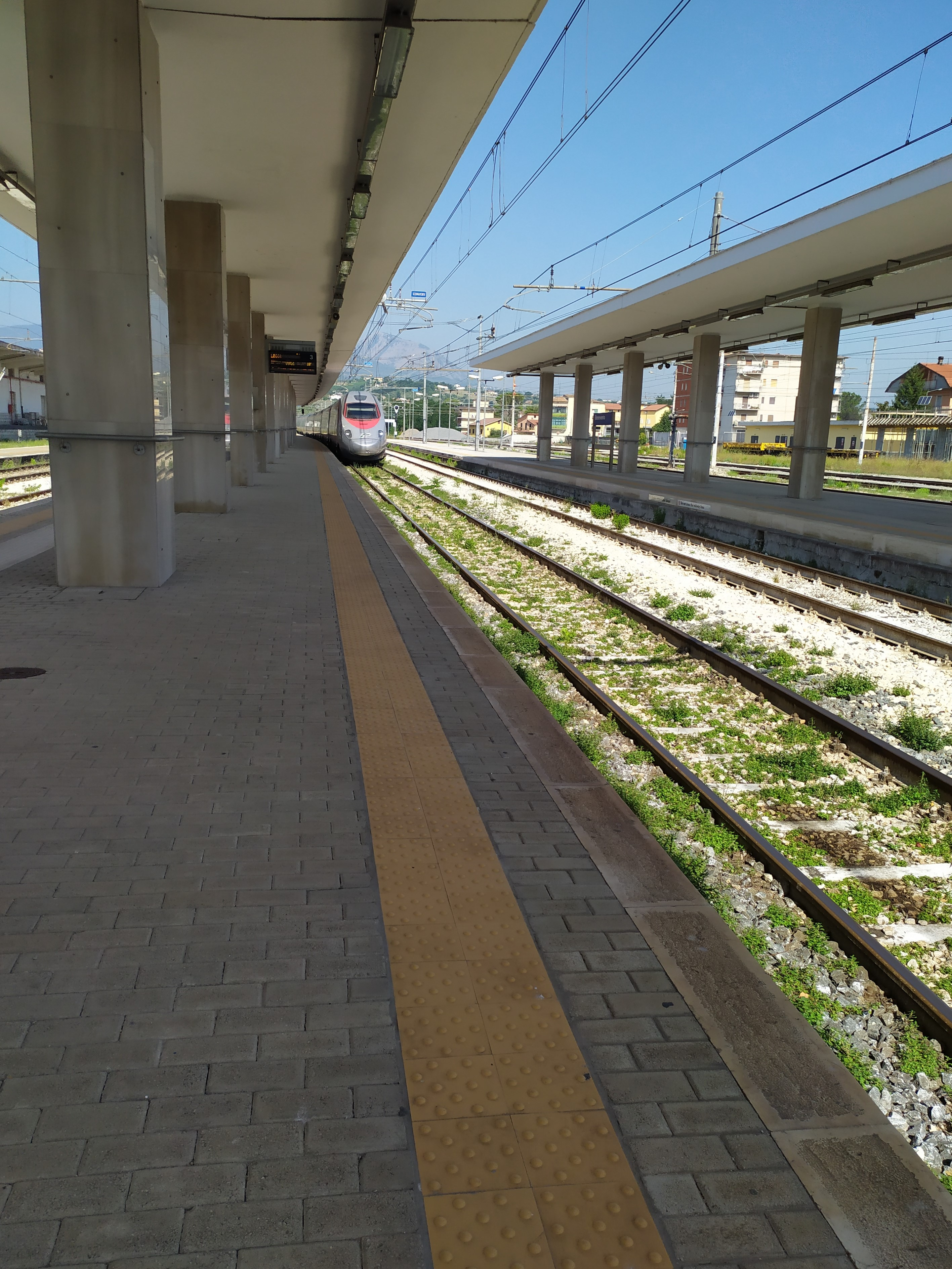
Lato binari con un Frecciargento in entrata da Caserta

La stazione è servita da treni regionali svolti da Trenitalia e Ente Autonomo Volturno nell'ambito del contratto di servizio stipulato con la Regione Campania, nonché diversi collegamenti a lunga percorrenza, svolti da Trenitalia e Italo-NTV.
Nel 2012 aveva un traffico passeggeri di circa 800.000 unità all'anno.

## Servizi
La stazione gestita da RFI dispone di:
- Bar[7]
- Sala d'attesa[7]
- Biglietteria automatica[7]
- Posto di Polizia ferroviaria[7]
- Servizi igienici[7]
- Edicola e tabacchi[7]
- Servizio di assistenza alle persone con disabilità e a ridotta mobilità (gestito da Sala Blu di Napoli)[7]
- Parcheggio[7]

### Interscambi
- Fermata autobus AMTS e capolinea di alcune linee.[6][7]